# Tinamou quioula
Tinamotis pentlandii
Espèce
Statut de conservation UICN

 LC  : Préoccupation mineure
Le Tinamou quioula (Tinamotis pentlandii) est une espèce d'oiseaux de la famille des Tinamidae.

## Étymologie
- vraisemblablement du quechua qiwlla « mouette », dû à son cri singulier

Son épithète spécifique est attribué à l'irlandais Joseph Barclay Pentland (en), présent en Bolivie (1836–1839).

## Répartition
Cet oiseau andin fréquente la puna et l'Altiplano.